# Pete Spencer
Pete David Spencer  (ur. 13 października 1948 roku w Leeds, West Yorkshire) - były perkusista popularnego w latach siedemdziesiątych XX wieku angielskiego zespołu popowego Smokie, z którym występował w latach 1973-1986. Po opuszczeniu zespołu zajął się komponowaniem piosenek.